# Bifusella saccata.
Bifusella saccata. är en svampart som först beskrevs av Darker, och fick sitt nu gällande namn av Darker 1967. Bifusella saccata. ingår i släktet Bifusella och familjen Rhytismataceae.   Inga underarter finns listade i Catalogue of Life.